# Felicità (álbum)
Felicità es un álbum editado en 1982 bajo el sello discográfico de Carrere Records. En Alemania, Italia y Hungría recibió el nombre de "Aria Pura" y en la Unión Soviética: "Al Bano E Romina Power".

## Canciones
Cara A
1. "Aria Pura"
2. "Felicità"
3. "Prima Notte D'Amore"
4. "Sharazan"
5. "Il Ballo Del Qua Qua"

Cara B
1. "Angeli"
2. "E Fu Subito Amore"
3. "Canto Di Libertà"
4. "Caro Gesù"
5. "Arrivederci A Bahia"